# Sportovní klub
Sportovní klub (synonymum pro tělovýchovnou jednotu, tělocvičný spolek nebo tělocvičnou jednotu) je základním článkem vyšší tělovýchovné organizace (asociace, svazu), realizuje její hlavní činnost (jeden či více sportů).

## Česká republika
V České republice se do roku 2014 zřizoval obvykle podle zákona č. 83/1990 Sb., o sdružování občanů. Od roku 2012 se podle občanského zákoníku 89/2012.Sb může jednat o jednu ze tři právních forem:
- akciová společnost (a. s.),
- společnost s ručením omezeným (s. r. o.),
- spolek (z. s.), které jsou nejčastější.

Další možné právní formy jsou:
- nadace
- nadační fond

Z hlediska hospodaření se činnost sportovního klubu dělí na:
- hlavní, tedy sportovní, tělovýchovnou či turistickou, podle stanov sportovního klubu
- vedlejší, tedy hospodářskou činnost, může sportovní klub ze zákona vyvíjet jen k podpoře své hlavní činnosti a je vždy předmětem daně, stejně, jako by se jednalo o obchodní společnost a předmětem zdanění jsou vždy i příjmy z reklam a příjmy z nájemného

Z hlediska smluvního vztahu se vztah sportovního klubu a sportovce může řídit:
- soukromým právem, v případě samotného výkonu sportovní činnosti
- právním vztahem, na základě kterého sportovec může pro sportovní klub sportovní činnost vykonávat za úplatu, se všemi daňovými důsledky (konotacemi)